# Bar Kham
Bar Kham es una comuna (khum) del distrito de Ou Ya Dav, en la provincia de Ratanak Kirí, Camboya. En marzo de 2008 tenía una población estimada de 2050 habitantes.
Se encuentra ubicada al noreste del país, a escasa distancia de los ríos Srepok y Tonlé San —ambos, afluentes izquierdos del Mekong— y de la frontera con Vietnam y Laos.